# اگراهرا، شریرانگاپا
اگراهرا، شریرانگاپا (به انگلیسی: Agrahara, Shrirangapattana) یک منطقهٔ مسکونی در هند است که در کارناتاکا واقع شده‌است.